# Battaglia di Bassano (1813)
La battaglia di Bassano fu uno scontro tra le forze napoleoniche e quelle dell'Impero austriaco avvenuto il 31 ottobre 1813. I franco-italiani, guidati dal generale Grenier, sconfissero gli austriaci che tentavano di ostacolare la loro marcia verso l'Adige. 

## Contesto storico
Nel 1812, Napoleone tentò di invadere la Russia con la Grande Armée, cercando di costringere lo zar a riprendere parte al blocco continentale. Purtroppo, i piani dell'imperatore francese non diedero i frutti sperati: il suo esercito uscì stanco, decimato e più debole che mai dall'impresa. Le altre nazioni uscite sconfitte dalle precedenti guerre con Napoleone decisero di agire contro i francesi, sfruttando l'attimo: dopo alcuni intensi mesi di lotta in Germania e Polonia, le due parti aderirono ad un armistizio proposto dall'Austria. Ad agosto, scaduti i termini dell'accordo, gli austriaci entrarono in guerra contro la Francia.
Napoleone aveva intuito le intenzioni degli austriaci ed aveva inviato in Italia, luogo in cui si sarebbe aperto un secondo fronte, il proprio figliastro, Eugenio di Beauharnais, ordinando lui di allestire un esercito e dirigere la resistenza contro le armate austriache che avrebbero tentato l'invasione della regione. Scaduto l'armistizio in agosto, gli scontri tra le due forze di concentrarono nelle Province Illiriche ed in Carinzia: dopo una fase iniziale apparentemente favorevole ai franco-italiani, le forze austriache iniziarono a prendere il sopravvento, sconfiggendo ripetutamente le varie divisioni dell'esercito di Eugenio.

## Antefatti

### La ritirata verso il Veneto
Il viceré d'Italia, temendo di essere accerchiato dopo la defezione della Baviera, decise che l'unica valida soluzione rimasta fosse quella di abbandonare il Friuli e rifugiarsi dietro all'Adige, dove le fortezze di Verona e Legnago avrebbero reso significativamente più semplice gestire la difesa del Regno d'Italia. Dopo aver radunato il grosso delle sue truppe tra Gradisca e Gorizia ad inizio ottobre, il 23 dello stesso mese Eugenio diede il via alla lunga marcia verso ovest. Con l'eccezione di uno scontro minore nei pressi di Tarvisio, la ritirata procedette tranquillamente, tanto che il 30 ottobre tutta l'armata aveva già passato il Piave.

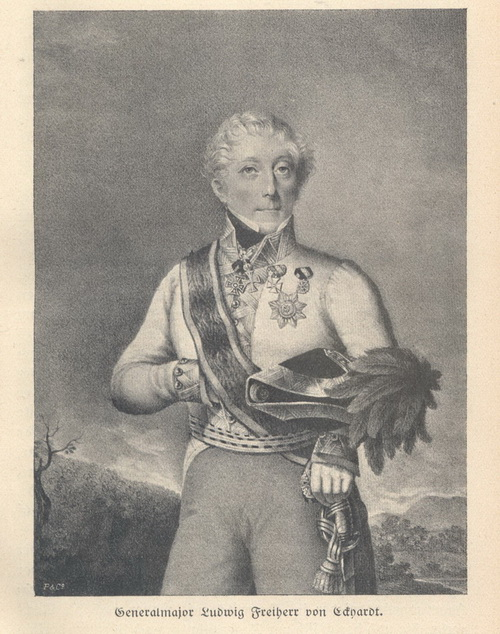
Il generale Eckhardt

D'altra parte, il generale von Hiller, al comando dell'armata austriaca, avrebbe di gran lunga preferito giungere ad uno scontro diretto, consapevole della sua grande superiorità numerica. Tentò quindi di sbarrare la strada ai franco italiani, facendo passare i suoi uomini attraverso il Trentino per poi farli scendere in pianura davanti all'esercito di Eugenio: se questi distaccamenti fossero riusciti a trattenere i franco-italiani abbastanza a lungo, l'intera armata austriaca avrebbe avuto il tempo di giungere alle loro spalle e distruggerli,  portando ad una rapida capitolazione dei napoleonici. A compiere questo movimento fu il generale Eckhardt: partito da Tarvisio, si mosse in direzione di Ampezzo e del Cadore, dove si ricongiunse con il generale Fenner. Eckhardt proseguì verso sud, seguendo il corso del Piave e giungendo nella zona di Bassano il 25 ottobre, anticipando il grosso dell'esercito di Eugenio.
Mentre le riserve di Eugenio, comandate dal generale Gifflenga, stavano rafforzando le proprie posizioni attorno a Rivoli, il resto dell'esercito era ancora in marcia verso ovest: Grenier, a comando dell'avanguardia, si sarebbe impegnato a rimuovere le forze di Eckhardt da Bassano mentre Eugenio, che aveva posto il proprio quartier generale a Spresiano, decise di fermarsi due giorni sul Livenza per dare quanto più tempo possibile al suo generale per preparare l'attacco. Le forze austriache, comunque, si stavano avvicinando rapidamente: von Radivojevich era giunto a Palmanova il 27 ottobre mentre Starhemberg il giorno successivo era riuscito ad attraversare il Tagliamento a Valvasone.

### Movimenti prima della battaglia
Grenier, dopo aver preso posizione a Castelfranco, inviò il generale Gratien a San Zenone, la divisione di Rouyer a Rossano e la cavalleria del generale Bonnemains a Bessica. I franco-italiani trovarono il nemico schierato di fronte a Bassano, sul lato di Castelfranco. Il generale francese si era subito reso conto dell'importanza strategica di Bassano ed aveva ingaggiato il nemico già il 26 ottobre: un battaglione d'élite ed uno squadrone di cacciatori si scontrarono contro le avanguardie austriache di fronte a Rossano. Eckhardt inviò poi diversi reggimenti a supporto, costringendo i francesi alla ritirata. Questo fatto alimentò le voci che in realtà il distaccamento austriaco a Bassano fosse molto più consistente del previsto: Grenier era dell'idea che l'ala destra di von Hiller, con 10000-15000 uomini, fosse molto vicina e pronta a sostenere la posizione di Bassano, trasformando ogni tentativo di attacco di Bassano in una potenziale disfatta.
Il 27 e il 28 furono impiegati in ricognizioni e scaramucce leggere: entrambi gli schieramenti volevano farsi una migliore idea delle forze del nemico, esagerate nei rapporti del giorno precedente, Inoltre, le torrenziali piogge avevano impedito movimenti troppo complessi o faticosi, per cui eventuali scontri di maggiore portata dovevano attendere. Il 29 ottobre gli austriaci, passando all'offensiva, occuparono Casoni per interrompere le comunicazioni tra le due divisioni franco-italiane, distanti mezza lega l'una dall'altra. Grenier, consapevole dell'importanza di questa posizione, ordinò al generale Bonnemains di riprenderla: quest'ultimo partì alle cinque di sera con dieci compagnie di fanteria, seguito da due squadroni del 31° cacciatori, e conquistò il villaggio di Casoni dopo un feroce combattimento, lasciandovi mezzo battaglione come presidio. Il giorno dopo, il nemico tentò invano di riprenderla: tre battaglioni austriaci e qualche squadrone avanzarono contro Casoni, costringendo il mezzo battaglione ivi lasciato il giorno prima da Bonnemains a ripiegare verso il cimitero del paesino. Il generale francese richiamò la propria riserva, portandola a supporto dei propri uomini già impegnati negli scontri, e ordinò al 31° cacciatori di aggirare il nemico sulla destra: queste manovre furono sufficienti a scombussolare il piano nemico, che fu quindi costretto a ritornare a Bassano.

## La battaglia

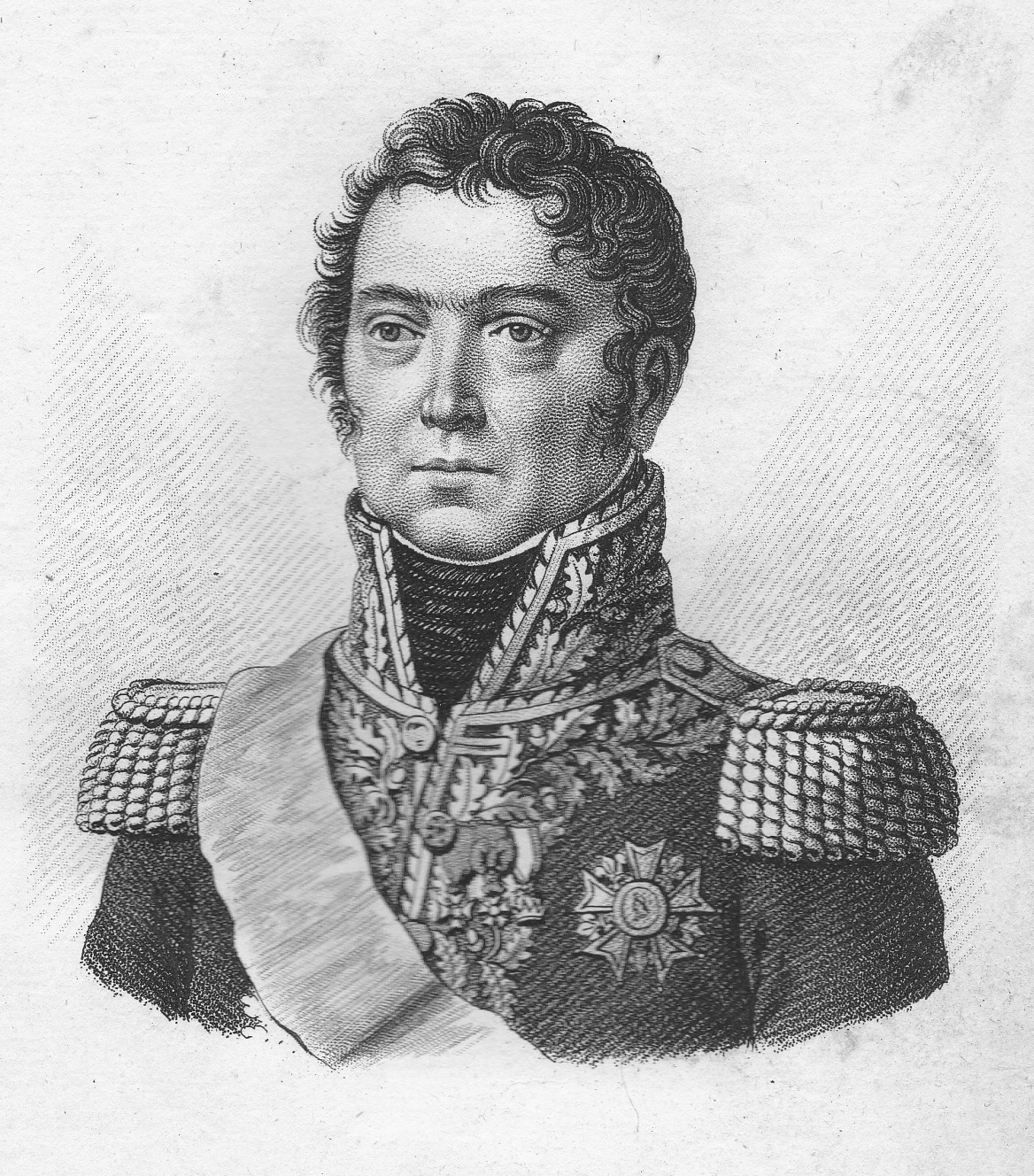
Il generale Paul Grenier

Nonostante la presa di Bassano fosse un obiettivo assolutamente prioritario per Eugenio, i violenti rovesci che si scatenarono durante la mattina del 31 ottobre bloccarono completamente ogni suo movimento, costringendolo ad aspettare a lungo prima di poter finalmente attaccare gli austriaci. Fu solo verso mezzogiorno che, approfittando di una temporanea schiarita, le forze del generale Grenier poterono mettersi in moto. L'esercito fu diviso in tre colonne: la sinistra, formata in gran parte dalla divisione Rouyer, si mosse verso Bassano marciando attraverso Casoni; la destra, formata dalla debole divisione di Gratien e accompagnata dallo stesso Eugenio, si mosse lungo la strada di Mussolente; il centro, formato dalle truppe del generale Bonnemains e rinforzato da alcuni dei battaglioni di Rouyer, si spostò via Ca Mora. La Guardia Reale italiana, giunta sul posto solo poco dopo l'inizio della battaglia, rimase a fare da riserva davanti a Castelfranco.
Il generale Eckhardt, avvertito dai suoi avamposti delle intenzioni francesi, e pur consapevole che il generale Grenier aveva ricevuto rinforzi, aveva comunque deciso di tentare la difesa di Bassano. Aveva preso posizione davanti a Bassano, la destra a Ca Rezzonico, la sinistra verso San Giacomo, monitorando il fronte fino a Ca Negri e mantenendo posizioni avanzate presso Rosa e Ca Negri. Aveva inoltre protetto Bassano con alcune fortificazioni temporanee incompiute e barricato le porte della città. La colonna di destra, giunta a Ca Negri, attaccò duramente gli austriaci, stanandoli dalle loro posizioni e spingendosi rapidamente lungo i piedi delle montagne fino a Borgo Cornaro, mentre le altre due colonne attaccarono la città ed emersero da Casoni e Ca Mora.
Il generale Eckhardt, riconoscendo l'impossibilità di tenere Bassano a lungo contro un avversario numericamente superiore, diede ordine di ripiegare su Cismon. Solo la sua retroguardia avrebbe dovuto coprire la ritirata resistendo per qualche tempo a Bassano. Fortunatamente per Eckhardt, si era preoccupato di occupare le alture di Pove ed era stato prudente a non insistere troppo a Bassano. Aveva appena terminato di marciare con il grosso delle sue truppe quando la colonna francese sulla destra, guidata dal viceré, emerse alle sue spalle a Caffo. I francesi erano così vicini che il colonnello Brettschneider, incaricato di proteggere la ritirata e difendere Bassano, non poté più nemmeno seguire Eckhardt sulla strada per Primolano, occupata dalla colonna del viceré. Fu costretto, abbandonando la città, ad attraversare il ponte sul Brenta e a ripiegare la sera stessa a Rubbio sulla strada per Asiago, mentre Eckhardt riportò il grosso delle sue forze a Cismon e lasciò una retroguardia a Carpanè. I francesi lo avevano seguito solo debolmente e da lontano. La loro colonna destra si fermò a Cavallino mentre verso le cinque il viceré si diresse verso Bassano, occupata dalle sue altre due colonne.

## Conseguenze
La sconfitta degli austriaci facilitò i movimenti dell'esercito di Eugenio che, privo di ostacoli, attraversò rapidamente il Brenta, giungendo a Verona il 6 novembre. Una volta arrivato nella roccaforte veneta, il viceré riorganizzò l'esercito ed dispose i suoi uomini sull'Adige, pronto a respingere ogni tentativo di assalto da parte delle forze nemiche. In effetti, nonostante vari tentativi, gli asburgici non furono mai in grado di attraversare il fiume sino a quando non furono i napoleonici stessi ad abbandonarlo di propria volontà nel seguente febbraio.